# Гоголев, Иван Михайлович
Ива́н Миха́йлович Го́голев (18 января 1930, Вилюйск — 22 ноября 1998, Покровск) — якутский писатель, поэт и драматург. Народный поэт Якутской АССР.

## Биография
Родился в семье учителя. В 1954 году окончил литературный институт имени А. М. Горького в Москве. Работал редактором Якутского книжного издательства и преподавателем языка и литературы в средней школе.
Член КПСС с 1960 г.
Избирался депутатом Верховного Совета Якутской АССР.

### Семья
- Жена — Мария Алексеевна Черткова, агроном. 
  - Дети: Елена, Анна[3].

## Творчество
Начал печататься с 1948 года. В 1952 году вышел первый сборник стихов «Ыңырар уоттар» (Зовущие огни). Член Союза писателей СССР с 1957 г. Признание читателя получили его прозаические произведения: роман-трилогия «Хара кыталык» (Чёрный стерх), «Иэйэхсити кэлэтии», повесть «Олорор мутуккун кэрдимэ».
Им написаны музыкальная сказка-пьеса «Долина стерхов», либретто для первой якутской оперетты «Хотугу сибэкки» (Цветок Севера). Популярны его драмы: «Ыам ыйын халлаана» (Майское небо), «Таас таба» (Каменный олень), «Наара суох», «Өлүөнэ сарсыардата» (Утро Лены), «Саллаат сүрэҕэ» (Сердце солдата) и др.
Произведения Гоголева переведены на русский язык и изданы в Москве.

## Избранные сочинения
- Гоголев И. М. Дарю северное сияние : избранные стихи. — Якутск: Бичик, 2007. — 110 с. — (Писатели земли Олонхо). — 2000 экз. — ISBN 978-5-7696-2803-0.
- Гоголев И. М. Манчаары : роман. — Дьокуускай: Бичик, 2008. — 350 с. — (Уран тыл уустара). — 1050 экз. — ISBN 978-5-7696-2948-8. (якут. яз.)
- Гоголев И. М. Месть шамана ; Последнее камлание : Романы / Пер. с якут. А. Ленской. — М.: Сов. писатель, 1992. — 413 с. — (Продолж. романа «Черный стерх»). — 30 000 экз. — ISBN 5-265-02057-8.
- Гоголев И. М. Наара Суох — трижды воскресший : Нар. комедия в 3 д., 5 карт / Пер. с якут. Я. Апушкина. — М.: ВААП-Информ, 1979. — 68 с. — 60 экз.
- Гоголев И. М. Священный огонь : Поэмы / Пер. с якут. — М.: Современник, 1981. — 144 с. — (Содерж.: Письмена на бивне мамонта; Песнь о Лене; Мать-земля). — 10 000 экз.
- Гоголев И. М. Серебряное стремя : Стихи / Пер. с якут. — М.: Сов. Россия, 1979. — 207 с. — 10 000 экз.
- Гоголев И. М. Солнечная гора : роман в стихах / Пер. с якут. Н. Малышева. — Якутск: Бичик, 2010. — 173 с. — 1500 экз. — ISBN 978-5-7696-3239-6.
- Гоголев И. М. Стихотворения и поэмы / Пер. с якут. — М.: Современник, 1990. — 204 с. — (Библиотека поэзии «Россия»; Содерж.: Стихотворения; Поэмы: Письмена на бивне мамонта; Спасите небо!; Слово древа Аал Луук; Колокол добра). — 7000 экз. — ISBN 5-270-00605-7.
- Гоголев И. М. Таптал чуумпу тыллара : [хоhооннор]. — Дьокуускай: Бичик, 2011. — 909 с. — (Саха саарыннара ; Быыкаа кинигэ тумэлэ). — 100 экз. — ISBN 978-5-7696-3625-7. (якут. яз.)
- Гоголев И. М. Хара кыталык : роман. — Дьокуускай: Бичик, 2008. — 909 с. — (Уран тыл уустара). — 1000+2050 экз. — ISBN 978-5-7696-2907-5. (якут. яз.)
- Гоголев И. М. Чайки над Леной : Книга стихотворений / Пер. с якут. О. Шестинского. — М.: Сов. писатель, 1977. — 102 с. — 9200 экз.
- Гоголев И. М. Черный стерх : Роман / Пер. с якут. Д. Чупрыни. — М.: Современник, 1984. — 272 с. — (Новинки «Современника»). — 50 000 экз.
  - . — М.: Сов. Россия, 1990. — 270 с. — 50 000 экз. — ISBN 5-268-00181-7.
- Гоголев И. М. Шалун-шалунишка : Муз. пьеса-сказка для детей мл. и сред. возраста в 2 д., 5 карт / Пер. с якут. Я. Апушкина ; Бюро распространения драм. произведений и информ.-реклам. материалов ВААП. — М.: Б. и., 1977. — 45 с. — 100 экз.

## Награды
- Народный поэт Якутской АССР (1990)[2]
- Заслуженный работник культуры Российской Федерации (1998)[4]
- Заслуженный деятель искусств Якутской АССР
- Премия Якутского комсомола
- Литературные премии Союза Писателей России и Якутии
- орден «Знак Почёта» (17.01.1980)[5]
- Медаль[какая?]
- Почётный гражданин Вилюйского улуса[6]